# Благой Георгієв
Благой Жорев Георгієв (болг. Благой Жорев Георгиев; нар. 21 грудня 1981, Софія, Болгарія) — болгарський футболіст, півзахисник. Вступав за національну збірну Болгарії.

## Клубна кар'єра

### «Славія» (Софія)
Народився в Софії. Вихованець молодіжної академії столичної «Славії». У червні 1999 року підписав свій перший професіональний контракт. У першій команді вище вказаного клубу під керівництвом Мирослава Миронова дебютував 17 жовтня 1999 року в переможному (3:1) домашньому поєдинку проти «Пирина» (Благоєвград). Першим голом на професіональному рівні відзначився 27 листопада 1999 року на останній хвилині нічийного (1:1) домашнього поєдинку проти «Берое» (Стара Загора). 11 березня 2000 року відзначився єдиним голом за «Славію» у програному (1:2) поєдинку чемпіонату проти «Велбажда» (Кюстендил). 22 квітня відзначився у переможному (3:2) для «Славії» поєдинку проти пловдивського «Ботева», й, таким чином, за підсумками сезону відзначився 3-ма голами.
27 вересня 2003 року відзначився першим у своїй кар'єрі хет-триком, забив чотири м'ячі у переможному (5:2) поєдинку проти «Чорноморця» (Бургас). Після того, як він забив 17-й гол у чемпіонаті в останній грі сезону 2003/04 років, перемігши з рахунком 2:0 над «Нафтексом» (Бургас), завершив сезон на другому місці зі Стойком Сакалієвим у боротьбі за золоту бутсу болгарської ПФГ «А».
За 6 сезонів, проведені на стадіоні «Славії», відзначився 46-ма голами в 172-х матчах.

#### Оренда в «Алавес»
13 січня 2006 року «Депортіво Алавес» підтвердив, що Георгієв перейде в оренду до завершення сезону. Тиждень по тому дебютував у Ла-Лізі, в програному (0:2) «Алавесом» поєдинку проти «Барселони» на Камп Ноу. Більшість часу в «Алавесі» проводив на лавці запасних. Повернувся до Болгарії наприкінці сезону, провів 10 матчів у невдалій спробі «Алавесу» уникнути вильоту.

#### «Црвена Звезда»
14 червня 2006 року сербська «Црвена Звезда» підписала з Георгієвим 3-річний контракт. У складі белградського клубу виграв чемпіонат та кубок Сербії.

#### Оренда в «Дуйсбург»
28 травня 2007 року приєднався до клубу Бундесліги «Дуйсбург» в оренду до завершення сезону 2007/08 років. 14 березня 2008 року забив свій перший м'яч у програному (1:2) поєдинку проти «Шальке 04». 4 травня відзначився переможним голом на останнії хвилинах проти «Байєром» (Леверкузен) (3:2). За сезон зіграв 31 матч, але не зміг допомогти «зебрам» уникнути пониження в класі

### «Терек» (Грозний)

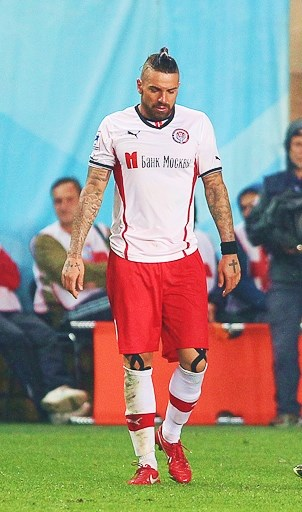
Благой Георгієв у складі «Амкара»

6 січня 2009 року підписав 4-річний контракт з російським клубом «Терек» (Грозний) за 1,5 мільйони євро. 15 березня 2009 року у матчі проти нальчинського «Спартака» дебютував у російській Прем'єр-лізі. 19 липня у поєдинку проти «Зеніту» відзначився першим голом за новий клуб.
Напередодні старту сезону 2010 року, після завершення кар'єри Тимура Джабраїлова, обраний головним тренером Анатолієм Байдачним новим капітаном команди. 10 травня 2010 року відзначився першим голом у матчі чемпіонату проти московського ЦСКА, який «Терек» програв з рахунком 1:4. Три дні по тому віддав дві результативні передачі в переможному (2:0) домажньому поєдинку проти раменського «Сатурна».
Георгієв забив свій перший м'ячу у сезоні 2011 року 20 травня в переможному (1:0) поєдинку проти махачкалинського «Анжи». 13 серпня відзначився своїм другим голом у сезоні, в програному (2:6) поєдинку проти московського «Динамо». 5 листопада у переможному (2:0) домашньому поєдинку проти «Краснодару», Благо асистував Мусавенкосі Мгуні під час другого голу. 28 грудня 2011 року, через декілька днів після свого 30-річчя, стало відомо, що він став головною цілля для московського «Локомотива».
4 листопада 2012 року Георгієв провів свій 100-й матч у російській Прем'єр-лізі, реалізував пенальті в програному (1:3) поєдинку проти махачкалинського «Анжи».

### «Амкар»
19 грудня 2012 року будучи вільним агентом уклав 3-річний договір з «Амкаром». Сам Благой подякував керівництву попереднього клубу та розповів, що на його перехід чимало вплинули земляки, які виступають за «Амкар»: Георгі Пеєв та Захарі Сіраков. Контракт уклав до літа 2015 року.
Болгарський портал srortline.bg повідомив, що півзахисник заробить 4,5 мільйона доларів за час виступів у Пермі, а «Амкар» обійшов конкурентів в особі московського «Локомотива» та німецького «Штутгарта» у боротьбі за гравця.

### «Рубін» (Казань)

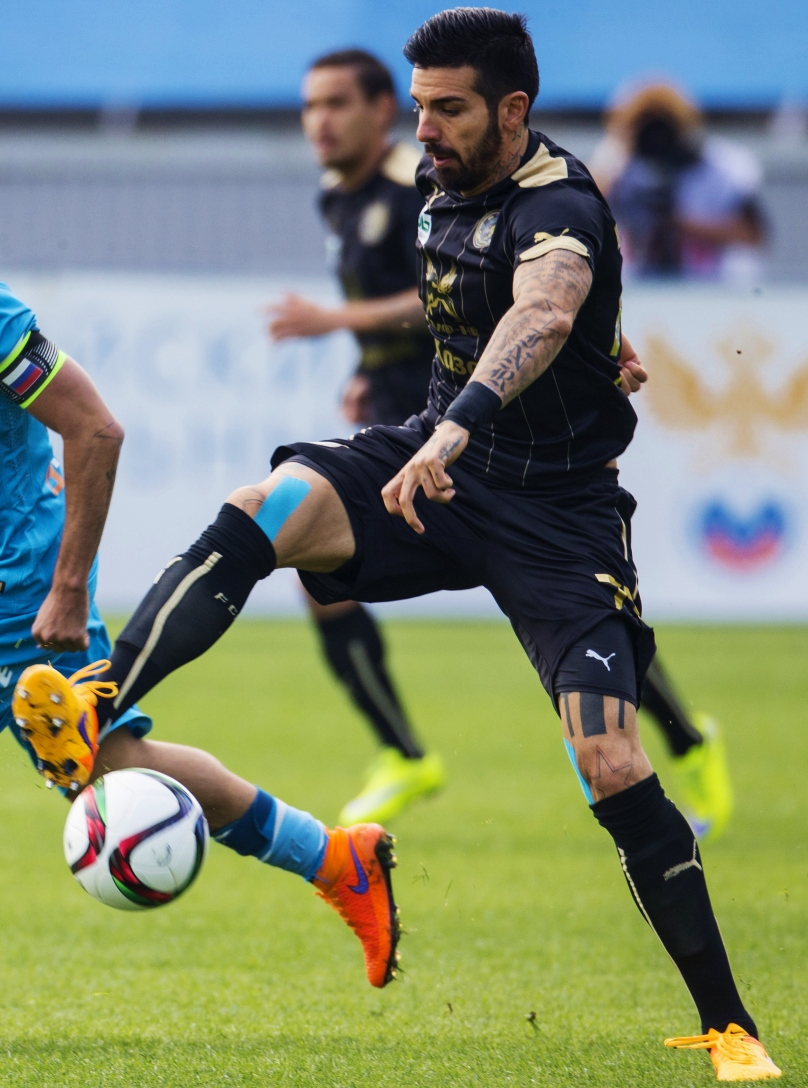
Благой Георгієв у футболці казанського «Рубіна» (2015)

15 серпня 2014 року перейшов у казанський «Рубін», з яким підписав 2-річний контракт. Після переходу взяв футболку 77-м ігровим номером. Дебютував за нову команду два дні по тому, відіграв повні 90 хвилин у нічийному (1:1) домашньому поєдинку проти московського «Локомотиву». 29 вересня відзначився першим голом за казанців у чемпіонаті, в переможному (2:1) поєдинку проти «Торпедо» (Москва).

### «Оренбург»
31 серпня 2016 року уклав контракт із клубом «Оренбург». 10 вересня у матчі проти «Анжи» дебютував за нову команду. За тиждень у поєдинку проти московського «Спартака» Георгієв забив свій перший гол за «Оренбург», реалізувавши пенальті. Наприкінці сезону «Оренбург» понизився в класі, але залишився виступати за городян у Першості Футбольної Національної Ліги. 29 грудня 2017 року домовився про розірвання контракту за обопільною згодою.

### Завершення кар'єри
Наприкінці 2017 року оголосив про завершення кар'єру гравця. Наступного дня після відходу з ФК «Оренбургу», повідомив, що залишає професіональний футбол не через не через незадовільну форму, а через відсутність мотивації.

## Кар'єра в збірній

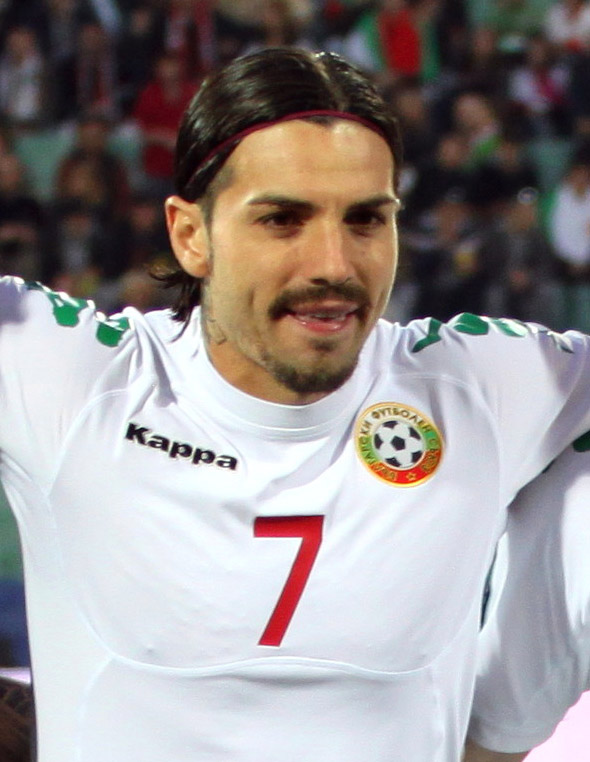
Благой Георгієв у футболці національної збірної Болгарії (2011)

За молодіжну збірну Болгарії зіграв 16 матчів та відзначився 11-ма голами.
Дебютував за національну збірну Болгарії 13 жовтня 2004 року у матчі кваліфікації чемпіонату світу 2006 року проти збірної Мальти. За збірну Болгарії зіграв 50 матчів та відзначився 5-ма голами. 11 жовтня 2011 року оголосив про завершення кар'єри у збірній Болгарії. У вересні 2012 року з'ясувалося, що Георгієв розглядає можливість повернення до національної збірної.

### Голи за збірну
| #  | Дата              | Місце                 | Суперник   | Рахунок | Результат | Змагання                            |
| -- | ----------------- | --------------------- | ---------- | ------- | --------- | ----------------------------------- |
| 1. | 8 лютого 2007     | Нікосія, Кіпр         | Кіпр       | 0:3     | 0:3       | Товариський матч                    |
| 2. | 14 листопада 2007 | Целє, Словенія        | Словенія   | 0:3     | 0:3       | кваліфікація чемпіонату Європи 2008 |
| 3. | 6 вересня 2008    | Подгориця, Чорногорія | Чорногорія | 2:2     | 2:2       | кваліфікація чемпіонат світу 2010   |
| 4. | 19 листопада 2008 | Белград, Сербія       | Сербія     | 6:1     | 6:1       | Товариський матч                    |
| 5. | 18 листопада 2009 | Та-Калі, Мальта       | Мальта     | 1:3     | 1:4       | Товариський матч                    |

## Особисте життя
Благой Георгієв є побожним християнином та має декілька татуювань, пов'язаних з вірою. Побудував каплицю в Суходолі та другу в Горній Бані, яку освятили в грудні 2009 року.
Благой раніше зустрічався зі співачкою Ліяною, а потім перебував у тривалих стосунках з колишньою гімнасткою Христиною Вітановою (від якою у нього двоє дітей — Йоанна й Давид). Потім був заручений з російською танцівницею Есмер Умеровою, мати його третьої дитини — Елая. З 2018 року перебуває в стосунках з моделлю Златкою Райковою, від якої також має дитину на ім’я Благой-молодший 2019 року народження.

## Статистика

### Клубна
| Клуб                      | Сезон             | Ліга  | Ліга | Кубок | Кубок | Континентальні | Континентальні | Загалом | Загалом |
| Клуб                      | Сезон             | Матчі | Голи | Матчі | Голи  | Матчі          | Голи           | Матчі   | Голи    |
| ------------------------- | ----------------- | ----- | ---- | ----- | ----- | -------------- | -------------- | ------- | ------- |
| «Славія» (Софія)          | 1999–00           | 16    | 3    | 3     | 0     | —              | —              | 19      | 3       |
| «Славія» (Софія)          | 2000–01           | 19    | 0    | 1     | 0     | —              | —              | 20      | 0       |
| «Славія» (Софія)          | 2001–02           | 29    | 3    | 3     | 1     | —              | —              | 32      | 4       |
| «Славія» (Софія)          | 2002–03           | 24    | 7    | 5     | 1     | —              | —              | 29      | 8       |
| «Славія» (Софія)          | 2003–04           | 29    | 17   | 1     | 0     | —              | —              | 30      | 17      |
| «Славія» (Софія)          | 2004–05           | 28    | 11   | 1     | 0     | —              | —              | 29      | 11      |
| «Славія» (Софія)          | 2005–06           | 14    | 3    | 1     | 0     | —              | —              | 14      | 4       |
| «Славія» (Софія)          | 2008–09           | 13    | 2    | 1     | 0     | —              | —              | 14      | 2       |
| «Славія» (Софія)          | Загалом           | 172   | 46   | 16    | 2     | 0              | 0              | 188     | 48      |
| Депортіво Алавес (оренда) | 2005–06           | 10    | 0    | ?     | ?     | —              | —              | 10      | 0       |
| Депортіво Алавес (оренда) | Загалом           | 10    | 0    | 0     | 0     | 0              | 0              | 10      | 0       |
| «Црвена Звезда»           | 2006–07           | 20    | 2    | 1     | 0     | 6              | 0              | 27      | 2       |
| «Црвена Звезда»           | Загалом           | 20    | 2    | 0     | 0     | 6              | 0              | 26      | 2       |
| «Дуйсбург» (оренда)       | 2007–08           | 31    | 2    | 2     | 1     | —              | —              | 33      | 3       |
| «Дуйсбург» (оренда)       | Загалом           | 31    | 2    | 2     | 1     | 0              | 0              | 33      | 3       |
| «Терек» (Грозний)         | 2009              | 27    | 1    | 0     | 0     | —              | —              | 27      | 1       |
| «Терек» (Грозний)         | 2010              | 19    | 1    | 1     | 0     | —              | —              | 20      | 1       |
| «Терек» (Грозний)         | 2011–12           | 40    | 4    | 3     | 0     | —              | —              | 43      | 4       |
| «Терек» (Грозний)         | 2012–13           | 19    | 1    | 2     | 0     | —              | —              | 21      | 1       |
| «Терек» (Грозний)         | Загалом           | 105   | 7    | 6     | 0     | 0              | 0              | 111     | 7       |
| «Амкар» (Перм)            | 2012–13           | 10    | 2    | 0     | 0     | —              | —              | 10      | 2       |
| «Амкар» (Перм)            | 2013–14           | 23    | 1    | 1     | 0     | —              | —              | 24      | 1       |
| «Амкар» (Перм)            | 2014–15           | 3     | 0    | 0     | 0     | —              | —              | 3       | 0       |
| «Амкар» (Перм)            | Загалом           | 36    | 3    | 1     | 0     | 0              | 0              | 37      | 3       |
| «Рубін» (Казань)          | 2014–15           | 22    | 1    | 3     | 0     | —              | —              | 25      | 1       |
| «Рубін» (Казань)          | 2015–16           | 15    | 0    | 0     | 0     | 9              | 1              | 24      | 1       |
| «Рубін» (Казань)          | Загалом           | 37    | 1    | 3     | 0     | 9              | 1              | 49      | 2       |
| «Оренбург»                | 2016–17           | 23    | 6    | 1     | 0     | -              | -              | 24      | 6       |
| «Оренбург»                | 2017–18           | 7     | 1    | 1     | 0     | -              | -              | 8       | 1       |
| «Оренбург»                | Загалом           | 30    | 7    | 2     | 0     | 0              | 0              | 32      | 7       |
| Усього за кар'єру         | Усього за кар'єру | 441   | 68   | 30    | 3     | 15             | 1              | 486     | 72      |

## Досягнення
«Црвена Звезда»
- Суперліга Сербії
  -  Чемпіон (1): 2006/07

- Кубок Сербії
  -  Володар (1): 2006/07